# Nobuhiko Okamoto
Nobuhiko Okamoto (jap. 岡本 信彦 Okamoto Nobuhiko; ur. 24 października 1986 w Tokio) – japoński seiyū, pracujący dla Pro-Fit.

## Filmografia
Ważniejsze role są pogrubione

### Seriale anime
2006
- Welcome to the N.H.K. (kolega w odc. 12, uczeń w odc. 6)
- Ghost Hunt (John Brown)

2007
- Nodame Cantabile (Kanei w odc. 5)
- Terra e (Serge Sturgeon)
- Bakugan: Młodzi wojownicy (Tatsuya w odc. 5, Kosuke w odc. 9)
- Potemayo (Yasumi Natsu)
- Sola (Yorito Morimiya)
- Shugo Chara! (Musashi)

2008
- Persona -trinity soul- (Shin Kanzato)
- Kurenai (Ryūji Kuhōin)
- Nabari no Ō (Gau Meguro)
- Sekirei (Haruka Shigi)
- Toradora! (Kōta Tomiie)
- Shugo Chara! Doki (Musashi)
- Toaru majutsu no Index (Accelerator)

2009
- Akikan! (Gorō Amaji)
- Asu no Yoichi! (Yoichi Karasuma)
- Chrome Shelled Regios (Layfon Alseif)
- Basquash! (Bal, Samico & Sauce (odc. 12))
- Guin Saga (Oro)
- Hatsukoi Limited (Haruto Terai)
- The Sacred Blacksmith (Luke Ainsworth)
- Yumeiro Patissiere (Makoto Kashino, Kasshi (odc. 13, 34-35, 46))

2010
- Durarara!! (Ryou Takiguchi)
- Ōkami Kakush (Issei Tsumuhana)
- Bleach (Narunosuke)
- Służąca przewodnicząca (Takumi Usui)
- Senkou no Night Raid (Ichinose)
- Mayoi Neko Overrun! (Takumi Tsuzuki)
- Uragiri wa Boku no Namae o Shitteiru (Katsumi Tōma)
- Densetsu no Yūsha no Densetsu (Lear Rinkal)
- Shukufuku no Campanella (Leicester Maycraft)
- Nurarihyon no Mago (Inugami)
- High School of the Dead (Takuzo w odc. 3)
- Shiki (Toru Mutou)
- Bakuman (Niizuma Eiji)
- Otome Yōkai Zakuro (Mamezō)
- Yumeiro Patissiere SP Professional (Makoto Kashino, Kasshi (odc. 55-57))
- Toaru majutsu no Index II (Accelerator)

2011
- Yumekui Merry (Yumeji Fujiwara)
- Freezing (Arthur Crypton)
- Pretty Rhythm: Aurora Dream (Wataru)
- Tiger & Bunny (Ivan Karelin/Origami Cyclone)
- Sekaiichi Hatsukoi (Shōta Kisa)
- Rinshi!! Ekoda-chan (Maa-kun)
- Maria Holic Alive (Rindo)
- Ao no Exorcist (Rin Okumura)[1]
- Kamisama Dolls (Kuga Kyouhei)
- Sacred Seven (Night Terushima)

2012
- Code:Breaker (Rei Ogami)
- Acchi kocchi (Io Otonashi)[2]

2014
- Haikyu!! (Yū Nishinoya)[3]

2015
- Seraph of the End – Serafin dni ostatnich (Yoichi Saotome)[4]
- Shirayuki. Śnieżka o czerwonych włosach (Obi)
- Klasa skrytobójców (Karma Akabane)[5]

2016
- Boku no Hero Academia (Bakugo Katsuki Bakugō)

2017
- Satsuriku no tenshi (Isaac Foster)

2018
- Hataraku saibō (Komórka dendrytyczna)

2020
- Tower of God (Khun Aguero Agnes)[6]

2022
- Kōkyū no karasu (Dan Hai)[7]
- Uncle from Another World (Raiga)[8]
- Kage no Jitsuryokusha ni Naritakute! (Rex)

### OVA
- Air Gear OVA (Itsuki Minami)
- Akikan! OVA (Gorō Amaji)
- Megane na Kanojo OVA (Jun'ichi Kamiya)
- Shukufuku no Campanella OVA (Leicester Maycraft)
- Służąca przewodnicząca OVA (Takumi Usui)

### Dramy CD
- Bara jō no Kisu (Ninufa)
- Yumeiro Patissiere (Makoto Kashino)